# Arenarie di Ranzano
Le Arenarie di Ranzano sono una formazione rocciosa dell'Appennino emiliano. Prendono il nome dall'omonima frazione del comune di Palanzano, in provincia di Parma.
Dal punto di vista litografico, la formazione di Ranzano è una zona arenaceo-conglomeratica. Fa parte della Successione epiligure ed è costituita da più corpi sedimentari originati prevalentemente dalle torbiditi. Lo spessore complessivo dell'unità è molto variabile e si passa dai pochi metri agli oltre 1500 metri nella media Val Secchia.
Ha avuto origine dall'Eocene superiore all'Oligocene inferiore e presenta una estensione geografica di oltre 200 km lungo la catena nord appenninica. 
La Formazione di Ranzano presenta vari membri: Membro di Pizzo d'Oca (SIC IT4020012); Membro della Val Pessola; Membro di Varano de' Melegari.